# Michael A. Hess
Michael Anthony Hess (5 tháng 7 năm 1952 – 15 tháng 8 năm 1995) là một luật sư người Mỹ gốc Ireland, phó trưởng cố vấn pháp lý và sau đó là cố vấn pháp lý cho Ủy ban Quốc gia Cộng hòa (RNC) vào cuối những năm 1980 và đầu những năm 1990.
Ông được sinh ra Anthony Lee đến Philomena Lee ở Ireland, và trải qua những năm đầu đời trong một tu viện trước khi được Marge và Doc Hess của St. Louis, Missouri nhận nuôi. Các vấn đề xung quanh việc nhận con nuôi của ông đang gây tranh cãi, như là một phần của chương trình áp dụng cưỡng bức được thực thi bởi một số mệnh lệnh tôn giáo Công giáo ở Ireland vào thời điểm đó, và câu chuyện về phần đầu của cuộc đời ông sau đó đã được kể trong cuốn sách The Lost Child of Philomena Lee của nhà báo người Anh Martin Sixsmith của Philomena Lee và trong bộ phim Philomena.

## Đời tư
Mẹ ruột của Hess mang thai năm 18 tuổi tại một lễ hội địa phương bởi một người đàn ông tên John làm việc cho bưu điện. Cô bị cha mình từ chối và gửi đến Sean Ross Abbey, một nơi ẩn náu cho những người mẹ bất đắc dĩ, được điều hành bởi các nữ tu của Thánh Tâm Chúa Giêsu và Mary ở Roscrea, Quận Tipperary, Ireland. Sau khi cô sinh ra Hess, cô đã có thể ở bên con cho đến khi cô 22 tuổi và ông ba tuổi khi sống trong tu viện. Như thông lệ ở Ireland vào thời điểm đó, các nữ tu đã bán ông cho một gia đình Công giáo từ Hoa Kỳ. Lee không biết con trai mình được các nữ tu gửi đi đâu sau khi cô rời Tu viện sau khi bị áp lực ký giấy nhận con nuôi.
Hess lớn lên ở miền Trung Tây và lớn lên trong một gia đình Công giáo. Ông tốt nghiệp Đại học Notre Dame năm 1974 và lấy bằng J.D. tại Đại học George Washington.
Hess đã thực hiện ba chuyến thăm Ireland để cố gắng tìm mẹ nhưng không thành công trong việc thuyết phục các nữ tu tiết lộ bất kỳ thông tin nào. Ông yêu cầu tro cốt của mình được chôn cất tại Roscrea với hy vọng mẹ ông có thể tìm thấy mộ ông. Hess không bao giờ biết mẹ mình là ai.
Ông chết vì những biến chứng của AIDS, mặc dù điều này không được đề cập tại lễ tưởng niệm được tổ chức cho ông. Người yêu của Hess trong 15 năm cuối đời là Steve Dahllof. Dahllof ghi nhận cuốn sách The Lost Child of Philomena Lee với "khoảng ba phần mười, về độ chính xác", trong khi bộ phim Philomena, "về độ chính xác của tinh thần, là 10 trên 10.